# صندوق برادران راکفلر
صندوق برادران راکفلر (مخفف: آر. بی.اف. RBF) یک بنیاد خیریه است که توسط اعضای خانواده راکفلر تأسیس شده و اداره می‌شود. این صندوق در سال ۱۹۴۰ در شهر نیویورک تأسیس شد و به عنوان اصلی‌ترین روش انجام امور خیریه توسط پنج برادر از نسل سوم خاندان راکفلر: جان دی. راکفلر سوم، نلسون، لاورنس، وینثراپ و دیوید محسوب می‌شود. این صندوق با بنیاد راکفلر متفاوت است. راکفلرها یک خانوادهٔ کارخانه‌دار، سیاست‌مدار و بانکدار هستند که یکی از عظیم‌ترین ثروت‌های تاریخ جهان را از راه تجارت نفت در اواخر قرن ۱۹ و اوایل قرن ۲۰ به دست آوردند.
این صندوق مأموریت خود را «پیشبرد تغییرات اجتماعی‌ای که منجر به یک جهان عادلانه‌تر، پایدارتر و صلح آمیزتر شود» اعلام کرده‌است. ریاست فعلی آر. بی.اف. برعهدهٔ استفان هاینتز است که در سال ۲۰۰۰ به این سمت منصوب شده‌است. والری راکفلر وین رئیس هیئت مدیرهٔ آر. بی.اف. است. او جایگزین ریچارد راکفلر، پنجمین فرزند دیوید راکفلر که تا زمان مرگش در سال ۲۰۱۴ عهده‌دار این سمت بود، محسوب می‌شود.

## تاریخچه
صندوق برادران راکفلر در سال ۱۹۴۰ توسط پنج پسر جان دی. راکفلر، جونیور تأسیس شد. این پنج برادر راکفلر نخستین هیئت امنای صندوق را تشکیل دادند. در سال ۱۹۵۱ توان مالی صندوق با دریافت ۵۸ میلیون دلار بلاعوض از سوی جان دی. راکفلر، جونیور رشد قابل ملاحظه‌ای داشت.
با درگذشت بنیانگذاران آر. بی.اف. نسل جدید خانواده به هیئت مدیره پیوستند و منابع صندوق را بیشتر صرف کشورهای چپ سیاسی کردند. در سال ۱۹۹۹ این صندوق با بنیاد چارلز ای. کالپپر ادغام شد.
در نوامبر سال ۲۰۰۶ , دیوید راکفلر کمکی ۲۲۵ میلیون دلاری را به این صندوق اختصاص داد تا صندوق آن را صرف تأسیس بخشی به نام صندوق دیوید راکفلر برای توسعۀ جهانی نماید.
در سپتامبر ۲۰۱۴, آر. بی.اف. اعلام کرد که قصد دارد دارایی‌های خود را از صنعت سوخت‌های فسیلی خارج نماید.